# Norra Storfjället

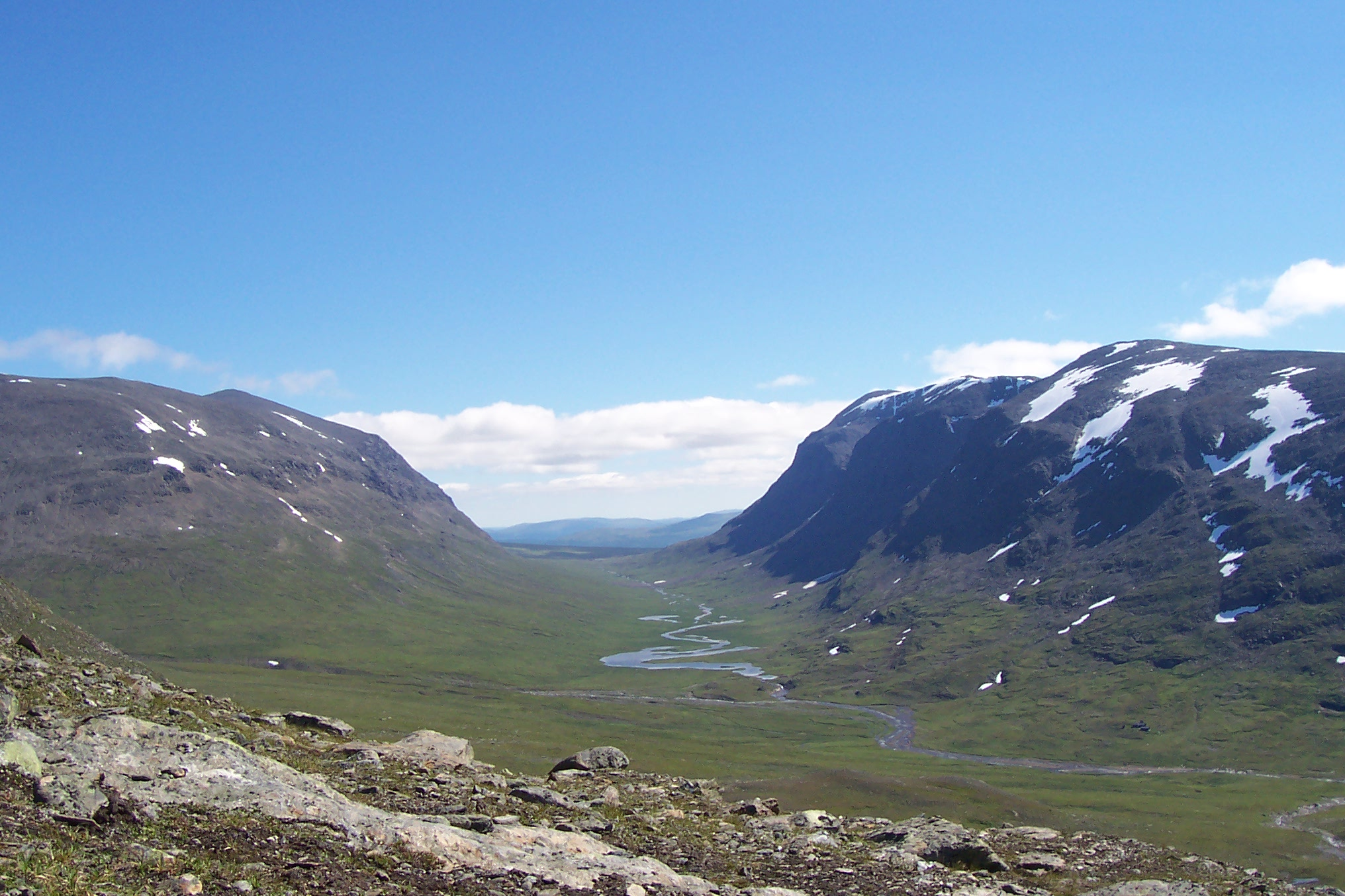
Dalgången Syterskalet i Norra Storfjället.

Norra Storfjället (sydsamiska: Stoerre Vaerie) är ett fjällområde i Vindelfjällen, öster om Umeälven. Området är Vindelfjällens mest högalpina. Genom området går Kungsleden som följer dalgången Syterskalet. Norr om Syterskalet ligger Norra Sytertoppen (1 768 m ö.h.) som är högst i Västerbottens län. 
Här utspelar sig kortfilmen Stoerre Vaerie som långfilmen Sameblod bygger på.